# Bojidar Iskrenov
Božidar Iskrenov, né le 1er août 1962 à Sofia, est un footballeur bulgare.
Attaquant du Levski Sofia lors des années 1980, Iskrenov a inscrit 41 buts en 208 matches et remporté 3 titres de champion de Bulgarie avec le club de la capitale bulgare.
Il compte 56 sélections et 5 buts en équipe de Bulgarie avec laquelle il a disputé le Mundial 86 au Mexique.

## Clubs
- Levski Sofia (1979-1989)
- Real Saragosse (1989-1990)
- Lausanne Sport (1990-1991)
- Botev Plovdiv (1991-1992)
- CSKA Sofia (1993-1994)
- PFC Šumen (1994)
- FC Septemvri Sofia (1994-1995)
- Washington Warthogs (1995-1998)